# Cladardis hartigi
Cladardis hartigi är en stekelart som beskrevs av Liston 1995. Cladardis hartigi ingår i släktet Cladardis, och familjen bladsteklar. Enligt den finländska rödlistan är arten otillräckligt studerad i Finland. Arten är reproducerande i Sverige. Artens livsmiljö är parker, gårdsplaner och trädgårdar.